# Eugenio Zúñiga
Eugenio Zúñiga Gálvez (Tlajomulco de Zúñiga, Jalisco, México, 8 de enero de 1884 - Guadalajara, Jalisco, 11 o 12 de diciembre de 1915) fue un general que intervino en la Revolución mexicana.

## Biografía
Eugenio Zúñiga Gálvez nació en Tlajomulco (hoy, Tlajomulco de Zúñiga, en su honor), el 8 de enero de 1884. Sus padres fueron Ángel Zúñiga y Vicenta Gálvez.
A principios de 1913, Eugenio Zúñiga se incorporó, con el grado de coronel, a las fuerzas del general carrancista Guillermo García Aragón. En 1914, Zúñiga resultó herido en el combate de Tangancícuaro, Michoacán.

Las espadas en la parte superior del escudo oficial de Tlajomulco de Zúñiga simbolizan los triunfos militares del general Eugenio Zúñiga

El 22 de junio de 1914, Zúñiga –un "hombre de orden y [quien] luchaba por principios"– entró a Jiquilpan, Michoacán, al mando de 700 militares, para recoger las armas a algunos vecinos de ese lugar que eran partidarios del gobierno usurpador de Victoriano Huerta. Al día siguiente, el entonces coronel Lázaro Cárdenas quedó incorporado como oficial del Estado Mayor de Eugenio Zúñiga.

### Deceso
11 o 12 de diciembre de 1915. Ismael del Toro Castro, presidente municipal de Tlajomulco de Zúñiga del 1 de octubre de 2012 al 27 de febrero de 2015, señaló en un acto de homenaje al general: "... Queremos destacar la figura del General Eugenio Zúñiga y queremos institucionalizar el 11 de diciembre, fecha en que murió Eugenio Zúñiga...". Por su parte, el general Lázaro Cárdenas señala en la página 182 de sus Apuntes: "El general Zúñiga y su hermano el coronel Nicolás, fueron muertos el 12 de diciembre de 1915 en el Cuartel del Carmen [Ex Convento del Carmen], Guadalajara".

## Homenajes
El 26 de julio de 1936, cuando el penerrista Florencio Topete era presidente municipal de Guadalajara, fue inaugurado el Mercado Municipal «Eugenio Zúñiga», construido por el arquitecto jalisciense Rafael Urzúa en estilo art déco, en el extremo norte de la manzana delimitada por las avenidas Del Trabajo (hoy, Calzada Federalismo Norte) y Monte Casino (hoy, Fidel Velázquez) y las calles  Mezquitán y Occidente, en el Sector Hidalgo de la ciudad de Guadalajara. En Avenida Fidel Velázquez 1507 existe una placa  de bronce que señala el hecho.
Asimismo, en la cabecera municipal de Tlajomulco de Zúñiga, existe un Mercado Municipal «Eugenio Zúñiga», al suroeste de la Plaza Principal, por la calle Flaviano Ramos Norte entre Hidalgo Poniente y Crescenciano Hernández, frente al denominado Teatro  Villegas. Este centro comercial, propiedad del gobierno municipal, fue ampliado desde octubre de 2010 a febrero de 2011.